# Chinesische Eiernudeln

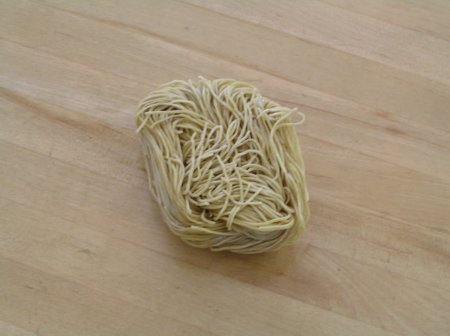
Shrimps-Eiernudel – ungekocht

Chinesische Eiernudeln (chinesisch 雞蛋麵 / 鸡蛋面, Pinyin jīdànmiàn, Jyutping gai1daan6min6 – „Hühnerei-Nudeln“, kurz 蛋麵 / 蛋面,  dànmiàn, Jyutping daan6min6 – „Eiernudeln“) sind lange Nudeln mit rundem Querschnitt, ähnlich den Spaghetti, unterscheiden sich jedoch von den meisten käuflichen Spaghetti durch einen kräftigeren Geschmack, der im Wesentlichen auf einen recht hohen Ei-Gehalt zurückzuführen ist. Ihre Oberfläche ist im Allgemeinen etwas rauer, wodurch sie Saucen besser aufnehmen können.
Chinesische Eiernudeln werden oft in Klarsichtfolienbeuteln angeboten und sind in ihnen „gefaltet“ eingelegt, so dass die im Kochtopf ausgerollten Nudeln doppelt oder dreimal so lang sind wie der Beutel. Die Kochzeit ist meist etwas kürzer als bei Spaghetti (liegt oftmals zwischen 3 und 5 Minuten).
Chinesische Eiernudeln können sowohl in Gerichten wie beispielsweise asiatische Nudelsuppen als auch gebratene Nudeln verwendet werden.